# 543060 Liefke
543060 Liefke è un asteroide della fascia principale. Scoperto nel 2013, presenta un'orbita caratterizzata da un semiasse maggiore pari a 3,1941082 au e da un'eccentricità di 0,2101434, inclinata di 5,94391° rispetto all'eclittica.